# اسحاق شامیر

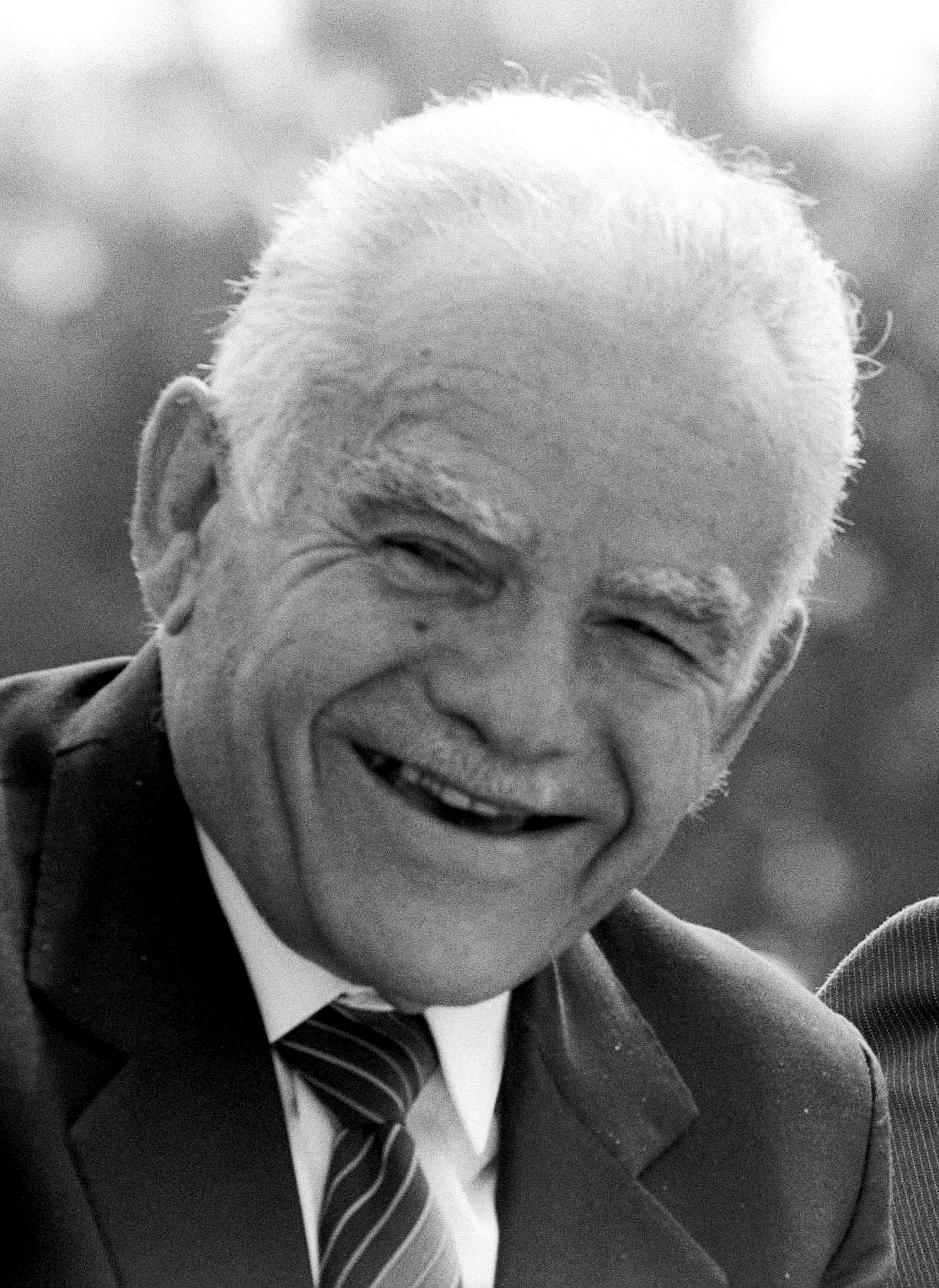

اسحاق شامیر (به انگلیسی: Yitzhak Shamir) (۲۲ اکتبر ۱۹۱۵ – ۳۰ ژوئن ۲۰۱۲)، سیاستمدار و هفتمین نخست‌وزیر اسرائیل در بین سال‌های ۱۹۸۴–۱۹۸۳ و ۱۹۹۲–۱۹۸۶ بود.
او رهبر تیم موساد در عملیات داموکلس بود.

## درگذشت
اسحاق شامیر در سال ۲۰۰۴ دچار بیماری آلزایمر شد و در ۳۰ ژوئن ۲۰۱۲ در سن ۹۶ سالگی درگذشت.